# Station Wudzyn
Station Wudzyn is een spoorwegstation in de Poolse plaats Wudzyn.